# Orbamia pauperata
Orbamia pauperata is een vlinder uit de familie spanners (Geometridae). De wetenschappelijke naam van deze soort is voor het eerst geldig gepubliceerd in 1966 door Herbulot.
De soort komt voor in tropisch Afrika.